# Quilombo Morrinhos
O Quilombo Morrinhos, em Poconé, Mato Grosso, foi certificado como comunidade remanescente de quilombo pela Fundação Cultural Palmares.